# Teodoro I de Montferrato

Escudo de la dinastía Paleólogo en Montferrato.

Teodoro I Paleólogo (Constantinopla, c. 1290 - Trino, 24 de abril de 1338) fue un príncipe bizantino y marqués de Montferrato desde 1306 hasta su muerte.

## Vida
Era un hijo del emperador bizantino Andrónico II Paleólogo y de su segunda esposa Yolanda de Montferrato y por lo tanto hermano de padre del coemperador Miguel IX Paleólogo. Después de que la línea masculina de los Aleramici, marqueses de Montferrato, se extinguiera en 1305, heredó Montferrato, ya que su madre era hermana de Juan, el último marqués de la familia Aleramici. Desembarcó en Génova en 1306, ganando poco a poco el territorio de Montferrato sostenido por Manfredo IV de Saluzzo, la familia Acaja y el rey Carlos II de Anjou. En 1310 recibió la investidura imperial por el emperador Enrique VII.

## Matrimonio e hijos
En octubre de 1307, se casó con una dama genovesa, Argentina Spinola, hija del capitán del pueblo y capitán perpetuo de esa república, Opizzino Spinola, y de su esposa Violante di Saluzzo. Tuvieron dos hijos:
- Juan II Paleólogo (1321-1372), su sucesor
- Yolanda Paleóloga (1318-1342), quien se casó con el conde Aimón de Saboya.[3]

Además, tuvo otro hijo, también llamado Juan (1312-1345), que murió en la batalla de Gamenario luchando contra el Reino de Nápoles.

## Vida política
Teodoro centró su política principalmente en el mantenimiento de sus dominios de Piamonte sin aventurarse en demasiadas campañas de conquista. Con el fin de controlar mejor los territorios convocaba reuniones periódicas de los parlamentos, en el que participaban los principales vasallos del marqués. En los parlamentos se debatía la gestión de la tierra y la defensa militar. Esta forma de gobierno también fue utilizada por otros marqueses de la dinastía Paleólogo para mantener bajo control a la baja nobleza feudal. 
En 1319 el Papa Juan XXII solicitó ayuda de Teodoro para solucionar el problema del cisma entre la Iglesia de Occidente y la Iglesia Oriental, aprovechando los buenos contactos de Teodoro en la corte bizantina de su padre Andrónico II Paleólogo. Pero sus buenas relaciones con la Iglesia de Aviñón estaban abocadas a su fracaso por el comportamiento abiertamente contrario a la Casa de Anjou de Teodoro.
Teodoro murió en Trino en 1338. Le sucedió su hijo Juan II.